# Шалон ан Шампањ
Шалон ан Шампањ (фр. Châlons-en-Champagne) град је у Француској, у департману Марна.
По подацима из 1999. године број становника у месту је био 47.339.

## Демографија
| 1962.  | 1968.  | 1975.  | 1982.  | 1990.  | 1999.  | 2011.  |
| ------ | ------ | ------ | ------ | ------ | ------ | ------ |
| 41.705 | 50.764 | 52.275 | 51.137 | 48.423 | 47.339 | 45.153 |

## Партнерски градови
- Мирабел
- Нојс
- Ilkeston
- Витенберге
- Бобо-Дјуласо
- Општина Разград